# Hermann-Schlosser-Haus

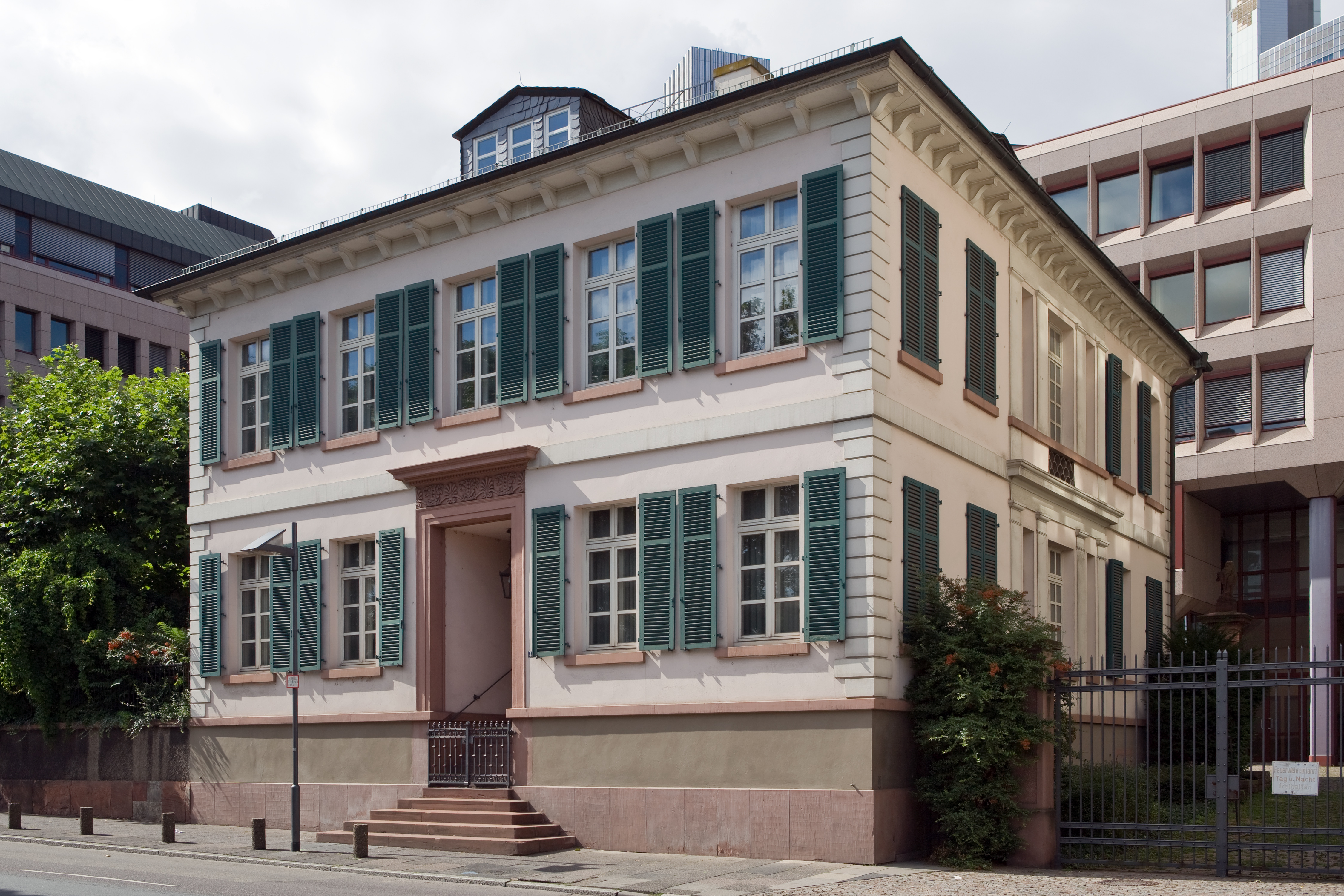
Untermainkai 4 von Südosten, August 2010

Das Hermann-Schlosser-Haus mit der Adresse Untermainkai 4, auch Villa Schlosser, eher selten nach dem Bauherrn Villa Schilling genannt, ist ein klassizistisches Wohngebäude am Mainufer des Stadtteils Altstadt von Frankfurt am Main. Es wurde 1823 unter Stadtbaumeister Johann Friedrich Christian Hess errichtet und wird zu seinem Frühwerk gezählt.

## Geschichte
Im Mittelalter zog sich an der Stelle des späteren Untermainkais die hohe Mauer der Frankfurter Stadtbefestigung. Davor lag ungefähr ab Höhe des Karmeliterklosters bis hinauf zur Leonhardskirche der Weinmarkt. Dort verzollten und schließlich löschten Schiffe selbst aus damals entfernten Orten wie Straßburg ihre entsprechende Ladung. Nach der Entfestigung des frühen 19. Jahrhunderts, also dem Abbruch fast aller Stadtmauern und -türme, wurde auch der Untermainkai als Bauland ausgewiesen.
Über die Details des Bauens vor 1944 ist in Frankfurt am Main sehr wenig bekannt, da im Zweiten Weltkrieg sämtliche Bauakten verbrannten. Dies betrifft insbesondere die erst in jüngerer Zeit verstärkt rezipierte klassizistische Epoche, über die im Gegensatz zur älteren Architektur kaum ältere Werke existieren, die noch aus dem vollen Reichtum des Frankfurter Stadtarchivs schöpfen konnten. Hinzu tritt noch das Problem, dass Stadtbaumeister Johann Friedrich Christian Hess ohnehin kaum Aufzeichnungen hinterließ. Zu Privatbauten kann die heutige Forschung somit einzig noch die erhaltenen Grundbücher und Katasterpläne sowie etwaige Familiennachlässe heranziehen.
Dieser geringen Überlieferung zufolge erwarb ein Arzt namens Georg Hermann Schilling das spätere Grundstück Untermainkai 4 – nach dem damaligen System der Hausnummern noch Lit. J III – und ließ hier 1823 nach Plänen von Hess das Wohngebäude mit einer nördlich anschließenden Hofanlage aufführen. Letztere stieß an die Alte Mainzer Gasse an und wurde im Laufe des 19. Jahrhunderts (1834, 1838 und 1886) mehrfach umgebaut, ist aber, wohl als Folge von Kriegseinwirkungen, nicht mehr erhalten.
1955 erwarb die 1873 in Frankfurt am Main gegründete Degussa auf Initiative ihres Vorstands- und späteren Aufsichtsratsvorsitzenden Hermann Schlosser das Gebäude von der Stadt. Der Gebäudeerwerb war nur eine von zahlreichen Maßnahmen in der 1949–59 andauernden Wiedererrichtung des stark kriegszerstörten Komplexes, den man nun das gesamte Areal zwischen Weißfrauenstraße, Seckbächer Gasse, Untermainkai und Neue Mainzer Straße ausdehnte. Dabei wurde neben dem westlichen Ende der Alten Mainzer Gasse auch die Zollhofstraße eingezogen, die nördlich respektive östlich des Gebäudes bis dato als öffentliche Straßen fungiert hatten.
1957 erfolgte im Auftrag des neuen Eigentümers eine stilgerechte Restaurierung unter der Leitung des Architekten Balon, 1964/65 führte man auch den westlich angrenzende Garten nach Plänen von Otto Derreth wieder auf seinen biedermeierlichen Zustand zurück. Als sich Hermann Schlosser, seit 1915 fast ununterbrochen bei der Degussa tätig und von 1939 bis 1959 auch deren Vorstandsvorsitzender, 1965 aus dem aktiven Geschäftsleben – Ehrenmitglied war er bis zu seinem Tod 1979 – zurückzog, wurde das Gebäude am Untermainkai zu seinen Ehren nach ihm benannt.
Seitdem dient das Haus als Rahmen für besondere Feierlichkeiten und Gäste, in dem das Unternehmen schon Nobelpreisträger, Minister- und zwei Bundespräsidenten begrüßen konnte. Im Keller befand sich bis Januar 2003 das in seiner Art nahezu einzigartige Münzkabinett der Degussa, das sich nun als Dauerleihgabe im Historischen Museum der Stadt befindet.
Nach den Zerstörungen des Zweiten Weltkriegs zählt das Hermann-Schlosser-Haus heute zu den wenigen erhaltenen und zudem kaum veränderten klassizistischen Privatbauten der Stadt. Ein besonderer Wert kommt ihm darüber hinaus noch insofern zu, als es eindeutig dem Stadtbaumeister Johann Friedrich Christian Hess zugeschrieben werden kann, der das Frankfurter Stadtbild des 19. Jahrhunderts wie kein Zweiter prägte.